# Rechtsgeschichte der Türkei
Der Beginn der modernen Rechtsgeschichte der Türkei wird meist mit dem Bündnisvertrag (osmanisch سند اتفاق İA Sened-i İttifāḳ, auch ‚Dokument der Einhelligkeit, Allianzpakt‘) zwischen der Zentralgewalt in Istanbul und regionalen Machthabern (aʿyān, derebey) in Anatolien und Rumelien im Jahre 1808 angesetzt. Die im Keim schon hier angelegten Reformbestrebungen setzten sich in den Reformerlassen von 1839 und 1856 fort. Bereits hier ist der europäische Einfluss gut zu erkennen; eine Loslösung von archaischen Rechtsvorstellungen findet sich in der Garantie des Vermögens und dem Rechtsgrundsatz nulla poena sine lege. Die Reformerlasse gelten als Beginn der Tanzimat-Periode (تنظيمات خيریه / Tanẓīmāt-ı Ḫayrīye / ‚wohltätige Verordnungen‘), die schließlich zu den Zivil- und Strafrechtskodifikationen der Türkei führte. Die Reformen mündeten im Erlass des sogenannten „Grundgesetzes“ (قانون اساسی / Ḳānūn-ı Esāsī) am 23. Dezember 1876, wodurch im Gebiet der heutigen Türkei erstmals eine konstitutionelle Monarchie bestand. Der Verfassung war jedoch keine lange Geltungsdauer beschert: Schon 1878 setzte Abdülhamid II. sie mit der Schließung des Parlaments faktisch wieder außer Kraft. Nach der Revolution durch die Jungtürken im Jahr 1908 begann unter der reformierten Verfassung von 1876 die Zweite osmanische Verfassungsperiode.
Das Ende des Ersten Weltkrieges markierte zugleich auch das Ende des Osmanischen Reiches. Die Errichtung der Großen Nationalversammlung in Ankara durch Mustafa Kemal Pascha (Atatürk) 1920 stellte einen Bruch mit dem bestehenden politischen System dar und brachte als wichtigsten Gesetzesakt das provisorische Verfassungsgesetz von 1921 zum Entstehen. Erstmals wird der Staat darin als Türkei bezeichnet und ist vollständig demokratisch legitimiert; die statuierte Gewalteneinheit sah sich jedoch im Widerspruch zur klassischen Konzeption der Gewaltenteilung. Das Sultanat blieb bis 1922 jedoch bestehen, das Kalifat bis 1924, bis 1928 blieb der Islam Staatsreligion. Neues Staatsoberhaupt der mit einem Änderungsgesetz am 29. Oktober 1923 gegründeten Republik (جمهوریت / cumhūrīyet) wurde der vom Plenum der Großen Nationalversammlung aus deren Mitgliedern gewählte Präsident der Republik (رئيس جمهور / reʾīs-i cumhūr).
Schon drei Jahre später wurde eine Verfassung beschlossen, die Türkische Verfassung von 1924. Mit 36 Jahren Geltungszeit ist sie derzeit noch (2016) die türkische Verfassung mit der längsten Geltungsdauer. Ihr zentrales ideologisches Prinzip waren die sechs Pfeiler des Kemalismus. Die große Nationalversammlung blieb das Organ der Legislative, konnte darüber hinaus aber auch verbindlich die Auslegung von Gesetzen bestimmen. Die Gerichtsorganisation war in der Verfassung nicht geregelt, sondern geschah durch einfaches Gesetz; eine eigene Verfassungsgerichtsbarkeit existierte nicht. Die Verfassung enthielt auch einen Grundrechtskatalog; sog. soziale Grundrechte fehlten dabei jedoch. Alle Grundrechte waren mit einem einfachen Gesetzesvorbehalt versehen.
Die radikalen gesellschaftlichen Reformen erfassten auch das Zivilrecht und führten zu einer Totalrezeption des schweizerischen Zivilgesetzbuches (vgl. Türkisches Zivilgesetzbuch) und Obligationenrechts. Die Gründe dafür, dass die Wahl ausgerechnet auf das schweizerische Recht fielen, sind in der Forschung umstritten. Hirsch sieht hierin einen bloßen Zufall: Mahmut Esat, damaliger Justizminister der Türkei habe selbst in der Schweiz studiert und sei deshalb davon überzeugt gewesen, dass es sich beim schweizerischen ZGB um das modernste Zivilgesetzbuch handele. Sauser Hall betont demgegenüber tatsächlich bestehende praktische Vorteile: Die französische Sprache sei in der Türkei weit verbreiteter gewesen als die deutsche und habe somit die Übersetzung des Gesetzes vereinfacht und die Übernahme der bestehenden schweizerischen Kommentarliteratur ermöglicht.
Der völlige Bruch mit dem Recht des osmanischen Reiches verlief nicht ohne praktische Probleme: Rechtsgewohnheiten der Bevölkerung und modernes westeuropäisches Recht rieben sich vor allem im Familienrecht aneinander. So war es fest im Rechtsempfinden der bäuerlichen und kleinbürgerlichen Bevölkerung verankert, dass eine Ehe durch Vertrag der Verlobten oder ihrer Eltern vor Zeugen geschlossen werden und durch talaq geschieden werden konnte. Die Mitwirkung eines Geistlichen war zwar üblich (Imam-Ehe) aber nicht nötig. Die seit 1926 offiziell geltende obligatorische Zivilehe wurde deshalb lange Zeit schlicht ignoriert. Die Konsequenz war, dass eine große Anzahl der Neugeborenen formal unehelich geboren wurden. Dieser Missstand musste regelmäßig durch die nachträgliche Legitimation durch Gesetz behoben werden.
Nach dem Militärputsch von 1960 musste erneut eine neue Verfassung ausgearbeitet werden. Diese enthielt in ihrem ausführlichen Grundrechtskatalog auch soziale und wirtschaftliche Grundrechte (Recht auf Arbeit, Recht auf Gesundheit); die Grundrechte waren zwar durch einfachen Gesetzesvorbehalt einschränkbar, jedoch zusätzlich durch die Garantie ihres Wesensgehaltes abgesichert. Die Legislative bestand aus der Großen Nationalversammlung der Türkei, die in zwei Kammern (Nationalversammlung und Senat) geteilt war. Die Rechtsprechung war stark und unabhängig ausgestaltet. Neben der ordentlichen Gerichtsbarkeit (mit dem Kassationshof an der Spitze) bestanden eine eigene Militärgerichtsbarkeit; das einzige volle Verwaltungsgericht war der Staatsrat. Kompetenzkonflikte und die Wahrung einer einheitlichen Rechtsprechung waren dem Kompetenzkonfliktgericht anvertraut. Für verfassungsrechtliche Streitigkeiten war ein eigenes Verfassungsgericht vorgesehen; eine Verfassungsbeschwerde gehörte jedoch nicht zu den hier zulässigen Verfahrensarten. In den Jahren 1971 und 1973 machten Verfassungsänderungen größere Grundrechtseingriffe möglich und gestanden der Regierung die Möglichkeit zu Rechtsverordnungen mit Gesetzeskraft zu erlassen. Für politische Straftaten wurden Staatssicherheitsgerichte eingeführt, was jedoch durch das Verfassungsgericht schon 1976 wieder rückgängig gemacht wurde.
Die geltende Verfassung der Türkei verdankt ihre Entstehung dem Militärputsch von 1980. Nach einer Volksabstimmung am 7. November 1982 trat sie zwei Tage später in Kraft. Um eine Aufnahme der Türkei in die Europäische Union zu erleichtern fand am 12. November 2010 ein Referendum mit dem Ziel einer Verfassungsänderung statt.